# Triaspis lateriflora
Triaspis lateriflora är en tvåhjärtbladig växtart som beskrevs av Daniel Oliver. Triaspis lateriflora ingår i släktet Triaspis och familjen Malpighiaceae. Inga underarter finns listade i Catalogue of Life.